# Плануд, Максим
Максим Плануд (греч. Μάξιμος Πλανούδης; 1260—1305) — византийский грамматик, математик и теолог, который жил и работал во времена правления Михаила VIII Палеолога и Андроника II Палеолога. Ввёл термин «числитель».

## Биография
Мануил Плануд родился в Никомидии (Вифиния), но большую часть своей жизни провёл в Константинополе. В 1287 году, покинув политическую арену, становится монахом и посвящает себя науке и преподаванию. Приняв сан, он сменил своё имя Мануил на Максим.
В Константинополе Плануд открыл школу при императорской библиотеке, в которой стали учиться дети из благородных семей. Школа приобрела хорошую репутацию благодаря углублённому изучению гуманитарных наук. В то время Италия находились в отношениях жесткого соперничества с Византийской империей. Максим Плануд, великолепно знавший латинский язык, был избран одним из послов, которых Андроник II отправил в Венецию, чтобы выразить протест против их нападения на одно из генуэзских поселений.

## Сочинения
Более важным результатом деятельности Плануда является то, что он с помощью своих переводов значительно поспособствовал распространению греческой грамматики и литературы на Западе. Он написал несколько работ, в числе которых греческая грамматика, оформленная в виде вопросов и ответов на них, которая также включает в себя приложении о так называемой «политической» поэзии. Также среди его работ есть трактат о синтаксисе, биография Эзопа и интерпретация его басен в прозе, комментарии к произведениям некоторых греческих авторов, две поэмы, написанные гекзаметром (одна из них — хвалебная речь в честь Клавдия Птолемея, «География» которого обрела второе дыхание, после того как Плануд перевёл её на латынь; другая же — описание внезапного превращения быка в мышь).
Кроме этого, он написал трактат о системе счисления индусов (то есть десятичной позиционной системе), способствовал её внедрению, открыл для византийцев некоторые новые математические операции, например, извлечение квадратного корня, а также написал комментарии к первым двум книгам «Арифметики» Диофанта. Плануд был единственным крупным математиком за всю византийскую историю после гибели античной культуры в VI веке.
Плануд известен благодаря многочисленным переводам с латинского языка. Среди его работ переводы таких произведений, как «Сон Сципиона» Цицерона с комментариями Макробия, «Записки о галльской войне» Гая Юлия Цезаря, «Героиды» и «Метаморфозы» Овидия, «Утешение философией» Боэция, «О троице» Аврелия Августина. В Средние Века эти переводы часто использовались как пособия для изучения греческого языка.
Наибольшую известность в Европе ему принесло составление своей версии знаменитой «Греческой или Палатинской антологии» (Anthologia Graeca/ Palatina). Его версия (которую иногда называют Anthologia Planudea) содержит произведения греческой литературы (как поэтические, так и прозаические) с VII века до нашей эры по X век нашей эры. Автограф этого сочинения (1301 г.) сохранился до нашего времени. Хотя некоторые тексты были значительно изменены Планудом, ценность этого собрания очень велика, так как в течение нескольких веков эта антология оставалась единственной известной на Западе. Тем самым Плануд не только внёс значительный вклад в изучение истории греческой литературы, но и способствовал развитию европейской словесности того времени.